# Kazimír Bezek
Kazimír Bezek (Zsibritó, 1908. augusztus 31. – Prága, 1952. december 14.) szlovák költő, drámaíró, politikus és közszereplő.

## Élete
Édesapja, John Bezek, evangélikus lelkész, az édesanyja, Ludmilla  Cimráková. A tanulmányait  Liptószentmiklóson, majd a nîmesi líceumban folytatta Franciaországban. 1928-tól 1936-ig a prágai Károly Egyetem Jogi Karán tanult. 
A tanulmányai befejezése után a Csehszlovák Államvasutaknál dolgozott, majd 1939-től 1942-ig a Közlekedési Minisztériumban. A második világháború alatt jogellenes tevékenységek miatt tartóztatták le, a szlovák nemzeti felkelés idején pedig Alsókubinban a Forradalmi Nemzeti Bizottság elnöke volt. A háború után a közlekedési bizottság elnöki posztját töltötte be. 1945 és 1952 között a  Szlovák Nemzeti Tanács tagja volt. 1946-től 1949-ig közlekedési biztosként, 1949-től 1952-ig pedig a ČSD főigazgatója.

## Munkássága
Első irodalmi műveit az egyetemi hallgatói folyóiratokban (Nový rod,  Svojeť, Studentský časopis) tette közzé. 1927-ben jelent meg az első verseskötete, a Horúci deň, amelyet saját költségén adott ki. Munkáiban szociális témákkal foglalkozott, az ellenállás és a lázadás motívumait használta (Juraj Jánošík, partizánok), háborúellenes verseket írt, de főleg alkotói időszakának végén a természetről, a szeretetről írt, a meditatív költészet felé fordult. A művei leginkább folyóiratokban jelentek meg (DAV, Luk, Slovenské smery, Slovenské pohľady, Elán, Tvorba), de számos műve csak kéziratos formában maradt fent. A versei mellett drámákat, komédiákat írt, de ezek többsége is kéziratos formában maradt.

## Művei

### versek
- Horúci deň (1930) Forró nap
- Valpurgina noc (1942)
- Bol Váh čiernobiely (1948)
- Básne a satiry (1955) Versek és szatírák
- Valpurgina noc a iné (1972)

### Drámák
- Pastieri (karácsonyi jelenet, 1926)[4] Pásztorok
- Klietka (1939)[5] Ketrec
- Bezmenná komédia (vígjáték, 1940)[6] Névtelen vígjáték

## Fordítás
- Ez a szócikk részben vagy egészben  a   Kazimír Bezek című szlovák Wikipédia-szócikk ezen változatának fordításán alapul.  Az eredeti cikk szerkesztőit annak laptörténete sorolja fel. Ez a jelzés csupán a megfogalmazás eredetét és a szerzői jogokat jelzi, nem szolgál a cikkben szereplő információk forrásmegjelöléseként.